# Ischionodonta lansbergei
Ischionodonta lansbergei là một loài bọ cánh cứng trong họ Cerambycidae.